# Grafschaft Dortmund
Die Grafschaft Dortmund war eine reichsunmittelbare Grafschaft rund um die Reichsstadt Dortmund. Seit wann sie bestand, ist unklar. Im Jahr 1343 wurde eine Hälfte an die Stadt Dortmund verkauft. Nach dem Tod des letzten Grafen fiel 1504 auch der Rest an Dortmund. Unter Dortmunder Herrschaft bestand die Grafschaft bis zum Ende des Heiligen Römischen Reichs im Jahr 1806.

## Geschichte
Die ersten verbürgten historischen Nachrichten über das Amt der Grafen von Dortmund stammen aus einer Kaiserurkunde aus dem Jahr 1236. Allerdings weisen sie auf ältere verlorene Quellen aus dem 12. Jahrhundert zurück. Aus dem Jahr 1189 ist zudem ein Graf Albertus „comes Tremoniensis“ zweifelsfrei in einer Urkunde des Kölner Erzbischofs Philipp von Heinsberg namentlich erwähnt. Unbelegt sind dagegen Theorien, dass bereits Karl der Große 789 dieses Amt schuf. Eine entsprechende Urkunde hat sich später als Fälschung erwiesen. Seit wann das königliche Reichsgut in und um Dortmund einem Grafen unterstand, ist nicht sicher bekannt. Aus anderen vergleichbaren Gebieten sind derartige Ämter seit dem 10. Jahrhundert bekannt. In Dortmund stand der Inhaber wohl in der Tradition des aus karolingischer Zeit stammenden königlichen Richters des Königshofes Dortmund („curtis regia“). Belegt ist der Königshof aus der Zeit Ottos I. um 960. In der Folge wird er in Kaiserurkunden vielfach genannt. Der Hof war verbunden mit einer Pfalz. Dort haben zahlreiche Kaiser zeitweise residiert.
Hervorgegangen ist sie aus der Vogtei Dortmund für den Reichsbesitz in der Gegend. Dazu gehörten die Stadt und der Reichshof Dortmund sowie die Reichshöfe in Brackel und Elmenhorst. Die Grafschaft war ein Lehen des Reiches. Die Grafen stammten aus der Reichsministerialität. Sie waren keine Dynasten wie die Grafen der übrigen westfälischen Gebiete. Insofern war sie keine Grafschaft im eigentlichen Sinn, sondern eher eine Gerichtsherrschaft von geringerer Bedeutung.
Die ersten Grafen gehörten dem Haus Dortmund an. Sie dürften auf ein Edelherrengeschlecht gleichen Namens zurückgehen, das im 11. und 12. Jahrhundert nachweisbar ist. Dass die Grafen von Dortmund den Ministerialen angehörten, geht aus ihrer Nennung in Zeugenlisten nach den eigentlichen Grafen hervor. Teilweise nannten sich Angehörige des Hauses sowohl comes (Graf) als auch miles (Ritter).
Nach dem Aussterben des Hauses Dortmund im Jahr 1316 kam es zu langjährigen Konflikten um die Nachfolge im heimgefallenen Reichslehen. Diese zogen sich bis etwa 1330 hin. Da es bei Ausbruch des Streits mit Ludwig dem Bayern und Friedrich von Österreich zwei Könige gab, wurden sowohl der Erzbischof von Köln als auch Konrad von Lindenhorst mit dem Amt belehnt. Daneben gab es weitere Anwärter. Schließlich setzte sich das Haus Lindenhorst durch. Letztlich gelang es der Stadt Dortmund, die Versuche des Erzbischofs und auch des Grafen Engelbert II. von der Mark, die Grafschaft in Besitzu zu nehmen, zurückzuweisen. Das Geschlecht Lindenhorst war eine Nebenlinie des ursprünglichen Geschlechts. Auch dieses stammte aus dem Ritteradel. Die von der Stecke, die seit der Mitte des 15. Jahrhunderts den letzten Grafen stellten, waren sogar ursprünglich unfreie Ministeriale.
Im 14. Jahrhundert war die Grafschaft zeitweise an die Grafen von der Mark verpfändet. Im Jahr 1343 verkaufte Graf Konrad V. eine Hälfte der Grafschaft an die Reichsstadt Dortmund. Nachdem der letzte Graf Johann Stecke 1504 verstorben war, kam auch der Rest der Grafschaft an die Reichsstadt Dortmund. Mit dieser kam die Grafschaft 1803 an Nassau-Dillenburg und 1808 an das Großherzogtum Berg. Seit 1815 gehörte das Gebiet zu Preußen.

## Gebiet
Seit dem Vorliegen von Urkunden war das Dortmunder Grafenamt ein erbliches Reichslehen. Die ersten genaueren Beschreibungen über den Umfang stammen erst aus dem Jahr 1512, als die Grafschaft bereits zur Reichsstadt Dortmund gehörte. Im Jahr 1567 war sie etwa 5 bis 7 km breit und 13,5 km lang. Sie umfasste ein Gebiet von etwa 85 km². Dazu gehörten die folgenden Bauerschaften:
- Baukloh, Besenberg, Brackel, Brambauer, Brechten, Deusen, Eckey, Ellinghausen, Eving, Groppenbruch, Herrenthey, Holthausen, Kemminghausen, Körne, Lindenhorst, Schwieringhausen und Wambel. Ursprünglich dürfte das Gebiet noch etwas größer gewesen sein.

Nach der Verpfändungsurkunde des Grafen Engelbert III. von der Mark gehörten zur Grafschaft neben dem eigentlichen Königshof neunzehn größere und sechs kleinere Königshöfe sowie sogenannte Zweidrittelhöfe, Königshofland, Weiden, Gärten und etwas Wald. Dieses Land wurde von „freien Reichsleuten“ oder „Königsleuten“ bewirtschaftet. Die Zentren der Königshöfe lagen vor allem entlang des Hellwegs.

## Rechte
Zum Inhalt des Grafenlehens gehörte nach einer Belehnungsurkunde Friedrichs III. für Erzbischof Heinrich II. von Virneburg aus dem Jahr 1316 die Dortmunder Grafschaft (comitatus Tremoniensis), das Freigrafschaftsgericht, das weltliche Gericht, die Münz-, Zoll- und Gruitgerechtsame. Der Graf war damit Inhaber der Herrschaft, des königlichen Gerichts sowie der Regalien.
Auch die Siedlung (später Stadt) Dortmund unterstand zunächst dem Dortmunder Grafen. Die Stadt hat sich dieser Aufsicht allerdings weitgehend entzogen. Noch 1220 waren die Einwohner Dortmunds der Gerichtsbarkeit des Grafen unterworfen. Einige Zeit später tauchte allerdings schon ein erster Stadtrichter auf. Dessen Bestätigung erfolgte zunächst weiterhin durch den Grafen.
Für das nicht dem Stadtrichter unterstehende Gebiet wurde der Begriff der Freigrafschaft üblich. Darin spiegelt sich auch der Niedergang des alten gräflichen Hochgerichts wider. Die Belehnung erfolgte durch den Kaiser. Nachdem eine Hälfte der Grafschaft Dortmund an die Reichsstadt übergegangen war, erfolgte die Bestellung des Richters in der Freigrafschaft durch Stadt und Graf gemeinsam. Insgesamt verlor das alte gräfliche Hochgericht an Bedeutung, nachdem die niederen Gerichte die Blutgerichtsbarkeit an sich gezogen hatten. Das Hochgericht entwickelte sich zum Freigericht, das anders als die Niedergerichte über den Königsbann verfügte. Mit dem Aufstieg der Freigerichte im Rahmen der Veme gewann das Dortmunder Freigericht eine reichsweite Bedeutung, weil die Stadt und die Grafschaft eng mit dem Reich verbunden waren. Weil die Kölner Erzbischöfe den Arnsberger Oberfreistuhl förderten, konnte Dortmund nicht zur Oberinstanz der westfälischen Freigerichte aufsteigen.
Hinsichtlich der Regalien ist bekannt, dass die Grafen Einkünfte aus der Münze zu Dortmund bezogen. Im Jahr 1266 wurde die Hälfte der Regalien an den Erzbischof von Köln abgetreten. Die Zölle dürften auch den Grafen unterstanden haben. Im Jahr 1320 wurde die Hälfte der Einkünfte an die Stadt abgetreten, wie es wohl schon zuvor geschehen war. Nach dem Übergang der halben Grafschaft an die Stadt wurden Münzer und Zöllner von der Stadt und den Grafen gemeinsam bestellt. Die Einkünfte wurden geteilt. Die Braugerechtsame gingen den Grafen im Laufe der Zeit verloren.

## Grafen

### Haus Dortmund
- Albert, 1189 erwähnt
- Konrad I., 1200–1225 urkundlich erwähnt
- Konrad II., 1219–1249 urkundlich erwähnt
- Herbord, 1253–1295 als Graf erwähnt
- Konrad III., 1286–1314 urkundlich erwähnt, seit 1298 als Graf genannt, 1316 gestorben

### Haus Lindenhorst
- Konrad IV., 1313–1339 urkundlich genannt, als Graf 1316 sowie 1330–1339 erwähnt, gestorben 1341
- Konrad V., 1316–1399, als Graf seit 1341 erwähnt
- Heinrich I., 1381–1429 urkundlich erwähnt, erstmals als Graf 1396, seit 1399 regelmäßig als Graf genannt.
- Konrad VI., 1413–1449, als Graf ab 1429 genannt, gestorben um 1450
- Heinrich II., seit 1444 erwähnt, als Graf 1451 und 1462 genannt

### Haus Stecke
- Johann Stecke; † 1504